# Алатту (платформа)
А́латту (фин. Alattu) — остановочный пункт и бывшая промежуточная железнодорожная станция на 327,0 км перегона Янисъярви — Леппясюрья линии Маткаселькя — Суоярви Октябрьской железной дороги. Расположен в деревне Алатту Харлуского сельского поселения Питкярантского района Республики Карелия.

## Современное состояние остановочного пункта
Путевое развитие после Великой Отечественной войны и передачи территории СССР не восстанавливалось. В настоящее время (2019 год) здание вокзала не сохранилось. Посадочной платформой служит высокая финская багажная платформа. Навесом от дождя и прочей инфраструктурой остановочный пункт не оснащён. Отсутствует и табличка с названием остановочного пункта.

## История
Разъезд Alattu, как и весь участок Маткаселькя — Лоймола , был открыт 15 декабря 1920 года. Основной задачей было соединить железной дорогой восточные приграничные с СССР земли с центральной Финляндией. Участок Лоймола — Суоярви был открыт только 1 января 1923 года. А конечный пункт — станция Найстенъярви — 16 октября 1927 года. Разъезд Алатту имел два боковых пути. Полезная длина путей составляла 700 метров. Здание вокзала было построено по типовому проекту финского архитектора Ярла Викинга Унгерна (фин. Jarl Viking Ungern). В окрестностях построенного разъезда уже были сельские поселения. В нечётной (западной) горловине был (и остаётся по сей день) железнодорожный переезд с дорогой, связывавшей западные периферийные районы Финляндии с её центром (современная 86К-15), так что статус разъезда был поднят до станции, однако во время Советско-финской войны (1941—1944) станция снова превратилась в рядовой разъезд.
Во время Советско-финской войны (1939—1940) Алатту стал одним из главных пунктов Ладожской Карелии, через который войска забрасывались на фронт. А в конце Советско-финской войны (1941—1944) станция стала важным пунктом эвакуации из оставленного района.

## Пассажирское сообщение
По состоянию на 2019 год через остановочный пункт проходят поезда: № 350 сообщением Санкт-Петербург — Костомукша — Санкт-Петербург.
| Круглогодичное обращение поездов   |
| ---------------------------------- |
| Костомукша - Санкт-Петербург №350В |
| Санкт-Петербург-Костомукша №350А   |

## Галерея

Остановочный пункт Алатту
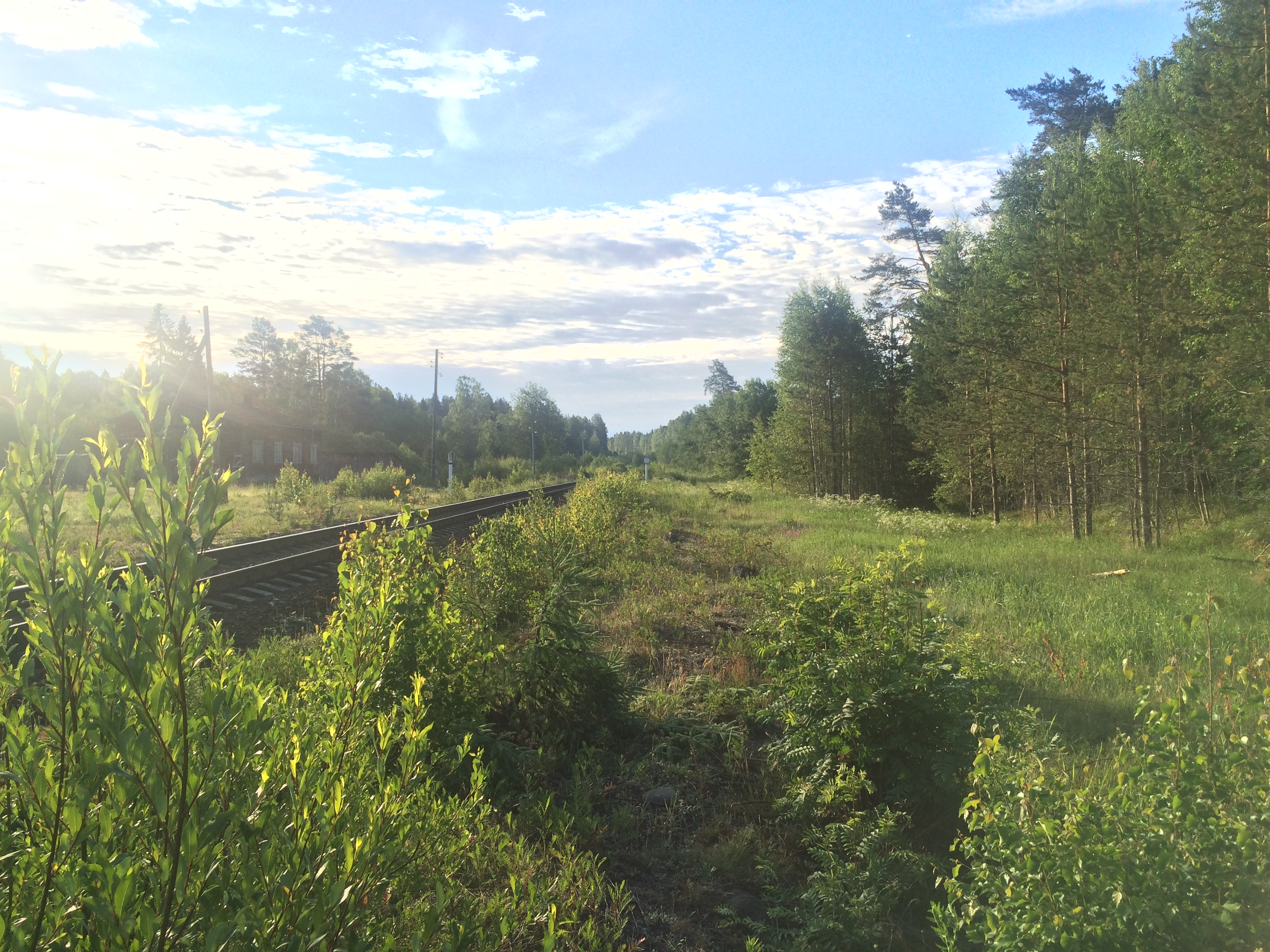
Разобранные боковые пути. Вид в сторону Суйстамо.
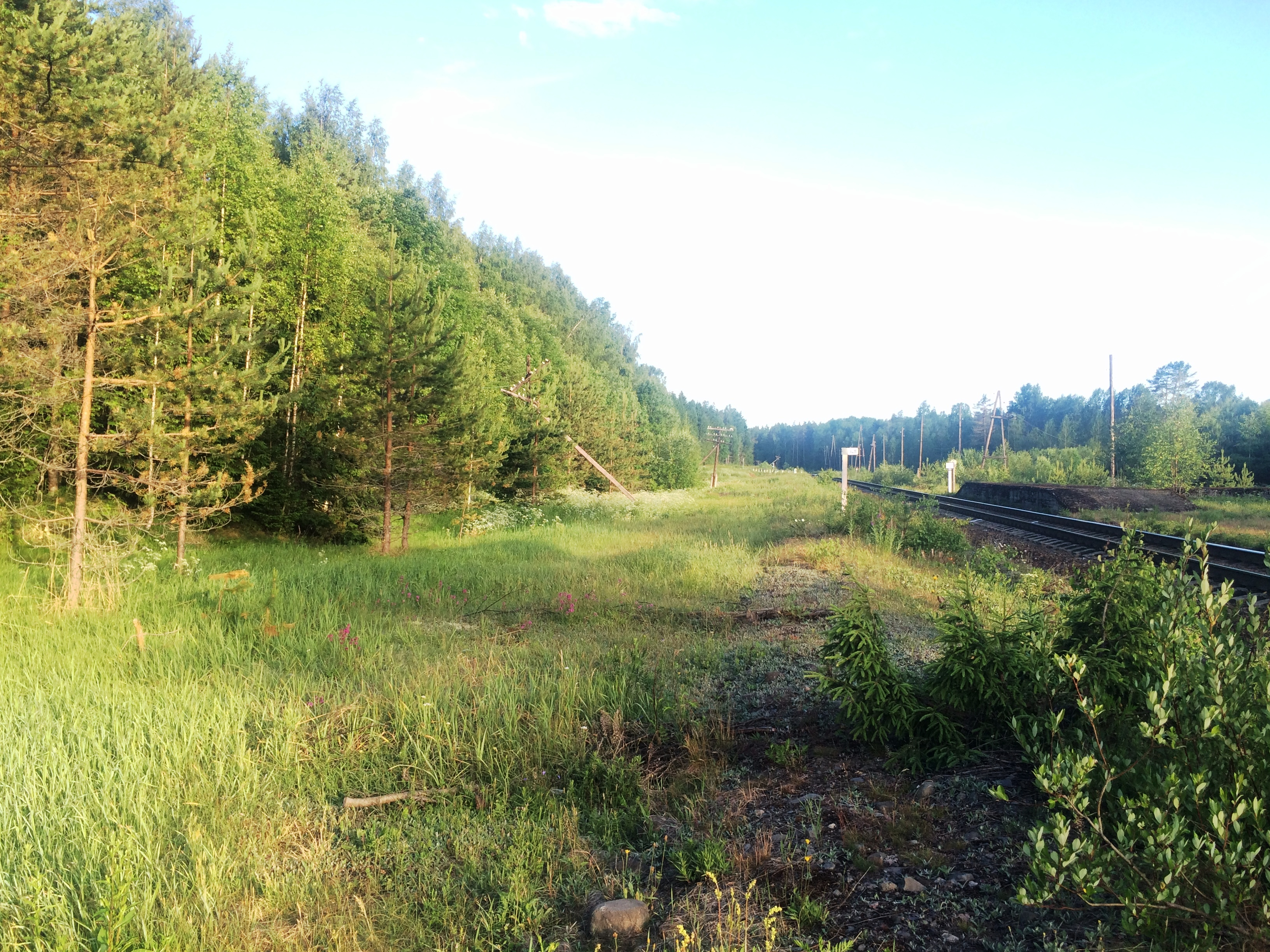
Разобранные боковые пути. Вид в сторону Янисъярви.
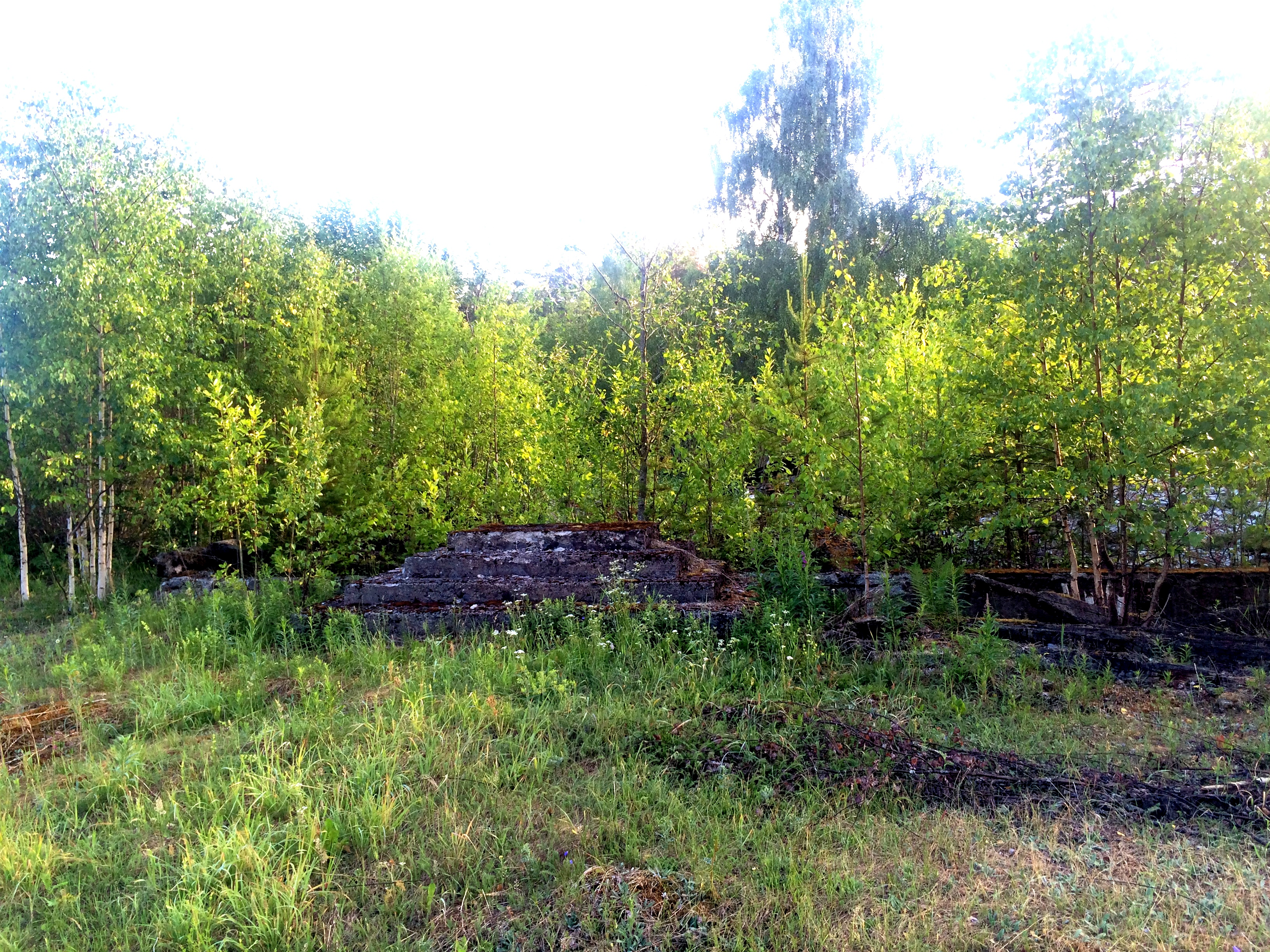
Ступени сгоревшего вокзала.
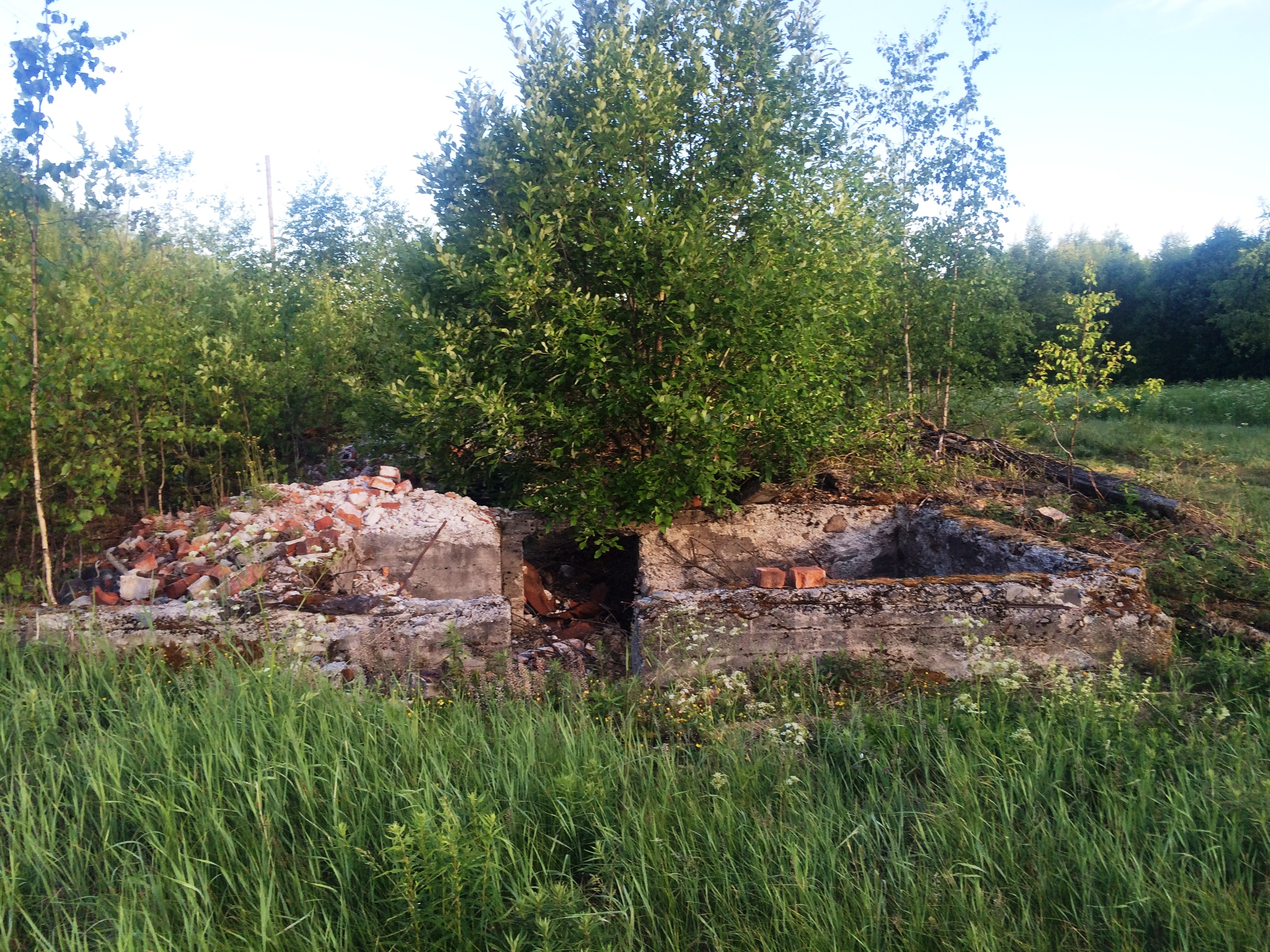
Развалины вокзала.